# 엑토르 베를리오즈
엑토르 베를리오즈(프랑스어: Hector Berlioz, 1803년 12월 11일 ~ 1869년 3월 8일)는 프랑스의 후기 낭만주의 작곡가다. 1830년에 발표한 《환상 교향곡》으로 유명해졌다. 베를리오즈는 표제 음악(program music)이라는 새롭고 극적인 관현악곡 스타일을 창시했다.
베를리오즈는 전세대인 크리스토프 빌리발트 폰 글루크(Christoph Willibald von Gluck) 그리고 후세대인 리하르트 바그너나 아르놀트 쇤베르크처럼 특별한 음악가문 출신이 아니었으며, 특별한 음악교육을 받지도 않았다. 아버지는 베를리오즈를 의사로 키우고 싶어했지만, 베를리오즈는 아버지를 설득하여 파리 음악원에 입학하면서 작곡가의 길을 걸었다.
이미 음악원 시절부터 악기의 표현력에 관심을 기울여 교수들과 자주 싸웠던 베를리오즈는 음색과 효과를 잘 이용할 줄 알았다는 평을 받으며 후기 낭만파에 많은 영향을 미쳤다. 음악으로 자신의 생각을 표현한다고 주장한 베를리오즈는 문학과 음악을 자유롭게 넘나들며 작곡 활동을 했다. 그러나, 베를리오즈는 파리에서 음악 비평가로 활동하면서 많은 적을 만들었고, 생전에는 프랑스를 제외한 유럽의 다른 나라들에서는 높은 평가를 받았으나 프랑스 음악계로부터는 결코 환영받지 못했다. 프랑스 음악계로부터 인정을 받은 것은 그가 죽은 후였다.

## 생애

### 초기
남프랑스에서 의사인 아버지의 장남으로 태어났다. 17세 때까지 가정에서 일반교육을 받았고, 아들도 자신처럼 의사로 만들고 싶어했던 아버지의 강요로 19세때 파리로 와서 의학 공부를 시작했다. 하지만, 파리에서 글루크의 오페라에 매혹되어 작곡가가 되기로 결심하고, 23세에 아버지를 간신히 설득하여 파리 음악원에 입학하였다. 이때문인지 베를리오즈는 유년 시절에 플루트와 기타를 조금 만졌을 뿐 다룰 줄 아는 악기가 없었다. 심지어 그는 피아노도 칠 줄 몰랐다.

### 교육
파리음악원에서 작곡법과 푸가를 공부하기 시작했지만, 보수적인 교수들과 음악적으로 자주 마찰을 빚었다. 특히 당시 파리 음악원장이었던 작곡가 루이지 케루비니와도 부딪혔다. 하지만, 이 시절 베를리오즈는 시키는 것만 하는 것이 아니라 스스로 탐구하는 자세를 보였다. 당시에는 아직 일반화되지 않았던 루트비히 판 베토벤의 작품들 중 후기 현악 사중주를 연구하기도 했다. 특히 음향을 효과적으로 활용할 수 있는 악기 사용법을 연구했다. 이때 그가 작성한 악기 사용법은 훗날 리하르트 슈트라우스가 증보했고, 지금까지 이 분야의 고전으로 쓰인다.

### 경력
파리 음악원에 입학한 1826년을 전후한 1820년대는 음악가를 준비하는 시기이고 1830년대는 음악가로서 명성을 날린 때이다. 1830년, 로마상 콩쿠르에서 칸타타 《사르다나팔의 죽음》으로 대상을 받은 베를리오즈는 로마로 유학을 갔다. 그러나 향수병에 시달린 끝에 본래 3년간 로마에 있어야 했지만 18개월 만에 파리로 돌아왔다. 파리로 돌아온 베를리오즈는 음악비평가로 활동하며 생계를 유지하였다.
이 시기에 베를리오즈는 파리를 방문한 영국의 셰익스피어 극단의 공연을 보러갔다가 여배우 해리엣 스미드슨을 짝사랑하게 되었는데, 해리엣 스미드슨은 세익스피어 희곡 《햄릿》의 오필리아 역을 맡았다고 한다. 이때의 경험이 《환상교향곡》의 모티브가 되었다. 《환상 교향곡》발표 후 잇달아 작품을 발표하면서, 베를리오즈는 프랑스에서 명성을 높이 올렸다.
그러나, 1839년 오페라《벤베누토 첼리니》(Benvenuto Cellini)가 참패하면서 한동안 침체기를 겪어야 했다. 1842년부터 베를리오즈는 외국으로 공연여행을 떠났다. 1842년 ~ 1843년에는 독일을 여행했고, 이 여행 중에 《로마의 사육제 서곡》을 작곡했다. 1845년 ~ 1846년에는 프라하와 부다페스트에서 공연을 가졌다. 자신감을 회복한 베를리오즈는 1846년에 일시 귀국하여 《파우스트의 겁벌》(La Damnation de Faust)이란 오페라를 발표했지만, 또 실패하고 1847년 러시아로 공연 여행을 떠났다. 러시아에서 그의 인기는 상당히 높았고, 러시아의 모데스트 무소륵스키, 니콜라이 림스키코르사코프 등에 영향을 미치기도 했다. 프랑스 2월 혁명이 일어나자 다시 귀국했다.
1850년, 만국박람회 개최를 축하하는 공연이 열렸다(박람회는 1851년 런던에서 처음 개최되었다). 이 공연에는 베를리오즈가 작곡한 《테 데움》이 공연되었다. 같은 해에 베를리오즈는 필하모닉 협회를 조직하여 파리에서 음악 활동을 했지만, 큰 성과는 거두지 못했고, 계속된 실패로 인한 경제적 궁핍과 프랑스 음악계와 마찰은 그의 생활은 고달팠다. 그러나, 1856년 프랑스 아카데미 회원이 되면서 생계 문제는 어느 정도 해결되었다. 연주여행도 계속했는데, 1867년 ~ 1868년까지 러시아 공연 여행이 마지막이었다.
1869년 3월 8일, 지병으로 파리에서 별세했다.

## 음악 세계
형식에 얽매이지 않는 자유로운 곡을 많이 만들었다. 프랑스 작곡가로서는 예외적인 대규모 기악곡의 창작에 몰두, 프랑스 특유의 섬세한 감정과 관현악법에 의하여 감미로운 음색을 즐겨 사용하였으며, 대담 분방한 표현은 때때로 격정적인 폭발에 도달하기도 한다. 베를리오즈는 스스로 베토벤의 사도로 자처하였고, 그의 영향을 받아들였다. 외관은 그다지 프랑스적이지 않지만 작품의 특징을 이루고 있는 음의 원조법적 사용, 음의 선명한 배합, 명쾌한 선율 등은 극히 프랑스적이라 할 수 있다. 그는 자신의 명성에도 불구하고 평생 빈곤하게 지냈다. 대표적 작품으로 <환상 교향곡>이 있는데, 이 음악은 '표제음악'의 대표적 성격을 지닌다.
그의 음악 세계는 문학과 음악을 자유로이 넘나들었던 작곡가답게, 음악을 문학적으로 표현하는 것이었다. 리하르트 바그너와 함께 낭만파를 대표하는 작곡가가 된 베를리오즈는 "표제 음악"이라는 새로운 관현악곡 기법을 창시했다. 그는 악기의 음색과 효과를 최대한 이용, 환상과 감정을 극적으로 표현하였다. 이를 위해서 베를리오즈는 대규모의 관현악단을 조직했다.
베를리오즈의 데뷔작이자, 대표곡인 《환상 교향곡》의 경우 문학적 사실 묘사를 교향곡의 각 부분과 연결하고 있다. 환상 교향곡외에도 《파우스트의 여덟 장면》(1828년 ~ 1829년), 《이태리의 해롤드》(1834년), 《로미오와 쥴리엣 독창과 합창》(1839년), 《죽음과 승리의 대 교향곡》등도 마찬가지다. 그가 작곡한 오페라들도 이런 양식을 따르고 있다.

## 주요 작품

### 관현악곡
- 《웨이벌리 서곡》
- 《종교재판관 서곡》
- 《환상교향곡》
- 《렐리오, 삶으로의 귀환》
- 《리어왕 서곡》
- 《로브 로이 서곡》
- 《로마의 사육제》
- 《해믈릿의 종막을 위한 장송행진곡》
- 《해적 서곡》
- 《트로이 행진곡》
- 《이탈리아의 해롤드》
- 《극적교향곡 '로미오와 줄리엣'》
- 《장송과 승리의 대교향곡》
- 《꿈과 카프리치오》

### 오페라
- 《벤베누토 첼리니》
- 《트로이 사람들》
- 《베아트리체와 베네딕트》
- 《파우스트의 겁벌》: 연주회용 오페라

### 종교음악
- 《레퀴엠》
- 《테 데움》
- 《그리스도의 어린 시절》

### 관현악 가곡
- 《독창곡 에르미니》
- 《클레오파트라의 죽음》
- 《아름다운 나그네》
- 《부르타뉴의 젊은 양치기》
- 《여죄수》
- 《여름밤》
- 《자이드》
- 《오필리아의 죽음》

### 글과 저서
- 《회상록》
- 《관현악법》
- 《베토벤과 아홉 교향곡》(이충훈 역, 포노, 2020). 한국어판. 베를리오즈의 평론집 《노래를 가로질러À travers chants》(1862)에 실린 베토벤 관련 평론 다섯 편과 그의 초기 평론 중 하나인 베토벤 전기를 한데 엮은 것이다.